# Strada nazionale 2 (Cambogia)
La strada nazionale 2 (spesso indicata sulle mappe come NH2, "National Highway 2") è una delle arterie principali della Cambogia.
Ha una lunghezza di 120,6 km e connette il Vietnam con la capitale Phnom Penh nei pressi della quale incrocia la strada nazionale 1. Nell'aprile del 2017 è stata aperta al traffico la Hun Sen Boulevard la quale si connette alla NH2 a sud di Ta Khmau.